# Comté de Grant (Dakota du Sud)
Pour les articles homonymes, voir Comté de Grant.
Le comté de Grant est un comté situé dans l'État du Dakota du Sud, aux États-Unis. En 2010, sa population est de 7 356 habitants. Son siège est Milbank.

## Histoire
Le comté est nommé en l'honneur du président Ulysses S. Grant.

## Villes du comtés
- Cities :
  - Big Stone City
  - Milbank

- Towns :
  - Albee
  - La Bolt
  - Marvin
  - Revillo
  - Stockholm
  - Strandburg
  - Twin Brooks

## Démographie
Selon l'American Community Survey, en 2010, 93,62 % de la population âgée de plus de 5 ans déclare parler l'anglais à la maison, 3,18 % l'espagnol, 2,60 % l'allemand et 0,60 % une autre langue.
| 1880  | 1890  | 1900  | 1910   | 1920   | 1930   |
| ----- | ----- | ----- | ------ | ------ | ------ |
| 3 010 | 6 814 | 9 103 | 10 303 | 10 880 | 10 729 |

| 1940   | 1950   | 1960  | 1970  | 1980  | 1990  |
| ------ | ------ | ----- | ----- | ----- | ----- |
| 10 552 | 10 233 | 9 913 | 9 005 | 9 013 | 8 372 |

| 2000  | 2010  | - | - | - | - |
| ----- | ----- | - | - | - | - |
| 7 847 | 7 356 | - | - | - | - |